# 高西倫冰川
高西倫冰川（英語：Gaussiran Glacier）是南極洲的冰川，位於奧次地，屬於不列顛嶺的一部分，以美國海軍的飛機師命名，該冰川現時由南極條約體系管理。
80°0′S 159°10′E / 80.000°S 159.167°E